# Garcinia heterandra
Garcinia heterandra är en tvåhjärtbladig växtart som beskrevs av Nathaniel Wallich. Garcinia heterandra ingår i släktet Garcinia och familjen Clusiaceae. Inga underarter finns listade i Catalogue of Life.